# José Santamaría
José Emilio Santamaría Iglesias (Montevideo, 31 de julio de 1929) es un exfutbolista hispanouruguayo que se desempeñó en la posición de defensa. Jugador fuerte e implacable, consiguió brillar en dos selecciones nacionales diferentes. Como entrenador, ocupó el cargo de seleccionador nacional de España entre 1980 y 1982.

## Trayectoria

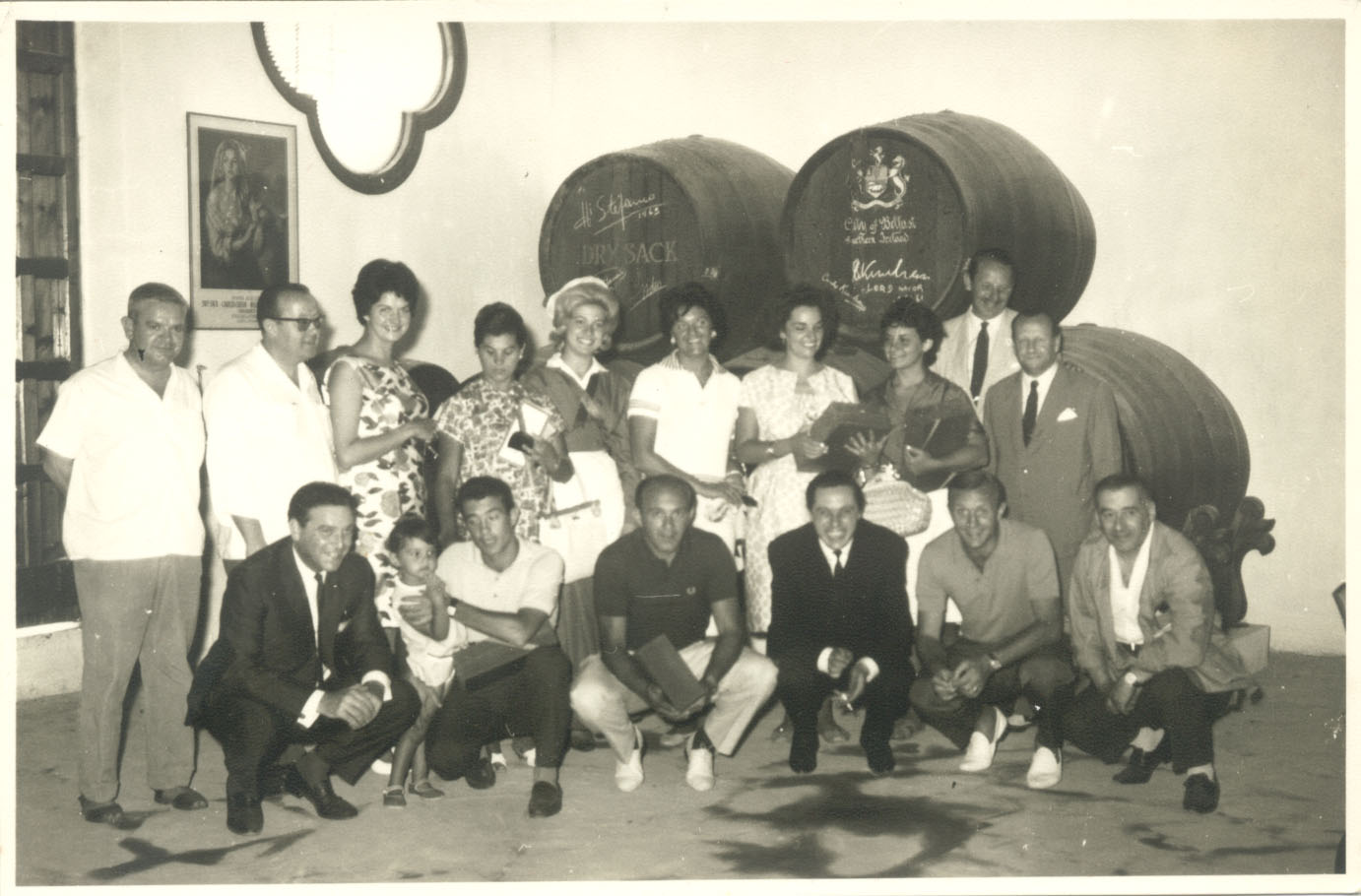
Alfredo Di Stéfano, José Santamaría e Isidro Sánchez García-Figueras en una visita a las Bodegas Williams & Humbert Ltd. de Jerez de la Frontera, en 1963.

Santamaría jugó en las divisiones juveniles del Club Nacional de Football en la posición de defensa central. En ese puesto debutó en primera división con 17 años. Continuó alternando en el primer equipo. Cuando se iniciaron las convocatorias para integrar el seleccionado de Uruguay que disputaría las eliminatorias frente a Paraguay, Ecuador y Perú por dos lugares para el Campeonato del Mundo de Brasil de 1950, el nombre de Santamaría apareció en varias ocasiones, convocado junto con Rodolfo Pini (Nacional), Obdulio Varela (Peñarol), Ubire Durán (Rampla Jrs.), Alcides Mañay (Defensor), Washington Góméz (Nacional) y Francisco Vanoli (River Plate), todos ellos jugadores que se desempeñaban en el puesto de centro-medio. En marzo de 1950 asumió la dirección técnica de Uruguay el entrenador Enrique Fernández quién retornó de Europa luego de dirigir y consagrarse campeón de España con Barcelona en las temporadas 1947/48 y 1948/49. Fue la primera vez que el club catalán conquistó dos títulos consecutivos de campeón de España. En ese mes de marzo de 1950 Nacional también designó a Enrique Fernández en el cargo de técnico, abandonando la conducción de Uruguay. En las primeras prácticas observó a Santamaría. Encontró que sus condiciones eran más adecuadas para desempeñarse como back derecho, planteándole al jugador la modificación de su posición en el campo. Santamaría aceptó y desde entonces no abandonó más esa plaza donde llegó a la fama en el fútbol mundial. El cambio de ubicación en la cancha producido en abril de 1950 lo dejó  sin la posibilidad de integrar el plantel que conquistó el Mundial de Fútbol de 1950 en Brasil.
Tan acertado estuvo Enrique Fernández en el cambio posicional de Santamaría que en ese mismo año 1950 al finalizar el mundial de Brasil, se disputó el campeonato uruguayo. Los 10 equipos que participaron en el torneo contaban con los jugadores consagrados en Maracaná. La mayoría de ellos pertenecían a Peñarol (nueve) y a Nacional (cinco). Nacional se consagró campeón uruguayo de 1950 con grandes actuaciones de Santamaría, además de otros futbolistas que integraban el equipo.
Cuatro años más tarde participó como titular indiscutido en el equipo de Uruguay, actuando en la posición de back formando la zaga con William Martínez en el Campeonato Mundial de Suiza, actuando en todos los partidos. Es decir, las victorias convincentes contra Escocia, Checoslovaquia e Inglaterra le siguió la derrota en semifinales frente a Hungría (4-2 en alargue) y 3-1 contra Austria en el partido por el tercer puesto.
La actuación de Santamaría en el Mundial de Fútbol había sido suficiente para atraer la atención del Real Madrid, y por eso fue transferido casi inmediatmente. El Real Madrid a partir de entonces dominó el fútbol europeo del momento, y con Santamaria siempre actuando de back derecho -y ocasionalmente izquierdo-, ganó tres títulos de la Copa de Europa consecutivos (cuatro Copas de Europa en total) y una Intercontinental. También fue seleccionado para el equipo nacional español y participó con él en el Mundial de Fútbol de 1962. Esta vez Santamaría tendría menos éxito. De hecho, fue descartado para el último partido de grupo del equipo nacional español contra Brasil, que perdieron 2-1 y, por lo tanto, fueron eliminados del torneo.
Como entrenador, Santamaría ostentó el cargo de Seleccionador nacional de España entre 1980-1982. Dirigió a la Selección en la Copa Mundial de 1982, en la que España fue el equipo anfritión, siendo eliminados en la ronda previa a las semifinales. Después del Campeonato del Mundo de 1978 disputado en Argentina, torneo en el que Uruguay no participó al quedar eliminado en la etapa de clasificación, la Asociación Uruguaya de Fútbol planteó a Santamaría que asumiera la conducción de la selección celeste. Luego de pensarlo mucho respondió negativamente ya que, aceptar el cargo, significaba un cambio profundo en su vida y la de su familia.

## Selección nacional

### Uruguay
Fue internacional con la Selección de fútbol de Uruguay en 20 partidos desde 1952 hasta 1957.

#### Participaciones en Copas del Mundo
| Mundial              | Sede  | Resultado  | Partidos | Goles |
| -------------------- | ----- | ---------- | -------- | ----- |
| Copa Mundial de 1954 | Suiza | 4.º puesto | 5        | 0     |

#### Participaciones en Copa América
| Copa              | Sede | Resultado  | Partidos | Goles |
| ----------------- | ---- | ---------- | -------- | ----- |
| Copa América 1957 | Perú | 3.º puesto | 6        | 0     |

### España
Fue internacional con la Selección de fútbol de España en 16 partidos desde 1958 hasta 1962.

#### Como jugador
| Mundial              | Sede  | Resultado    | Partidos | Goles |
| -------------------- | ----- | ------------ | -------- | ----- |
| Copa Mundial de 1962 | Chile | Primera fase | 2        | 0     |

#### Como entrenador
| Mundial              | Sede   | Resultado    |
| -------------------- | ------ | ------------ |
| Copa Mundial de 1982 | España | Segunda fase |

## Palmarés

### Torneos nacionales
| Título              | Club              | Año  |
| ------------------- | ----------------- | ---- |
| Campeonato Uruguayo | Nacional          | 1950 |
| Campeonato Uruguayo | Nacional          | 1952 |
| Campeonato Uruguayo | Nacional          | 1955 |
| Campeonato Uruguayo | Nacional          | 1956 |
| Campeonato Uruguayo | Nacional          | 1957 |
| Campeonato de Liga  | Real Madrid C. F. | 1958 |
| Campeonato de Liga  | Real Madrid C. F. | 1961 |
| Campeonato de Liga  | Real Madrid C. F. | 1962 |
| Copa del Rey        | Real Madrid C. F. | 1962 |
| Campeonato de Liga  | Real Madrid C. F. | 1963 |
| Campeonato de Liga  | Real Madrid C. F. | 1964 |
| Campeonato de Liga  | Real Madrid C. F. | 1965 |

### Torneos internacionales
| Título                | Club              | Año  |
| --------------------- | ----------------- | ---- |
| Copa de Europa        | Real Madrid C. F. | 1958 |
| Copa de Europa        | Real Madrid C. F. | 1959 |
| Copa de Europa        | Real Madrid C. F. | 1960 |
| Copa Intercontinental | Real Madrid C. F. | 1960 |
| Copa de Europa        | Real Madrid C. F. | 1966 |